# 마담 싸이코
《마담 싸이코》(영어: Greta)는 아일랜드와 미국에서 제작된 닐 조던 감독의 2018년 심리 스릴러 영화이다. 이자벨 위페르, 클로이 그레이스 머레츠 등이 출연하였고, 로런스 벤더 등이 제작에 참여하였다. 한 젊은 여성이 남편과 사별하고 외로워하던 어느 중년 여성과 알게 된 후 비뚤어진 집착을 당하게 된다는 내용이다.
2018년 9월 6일 제43회 토론토 국제 영화제에서 전 세계 최초로 상영되었다. 2019년 3월 1일 미국에서 포커스 피처스에 의해 극장 개봉하였다. 이 영화의 전 세계 수익은 1,800만 달러 이상이며, 평론가들로부터 혼재된 평을 받았다.

## 출연
- 이자벨 위페르
- 클로이 그레이스 머레츠
- 마이카 먼로
- 콜름 피오
- 자위 애슈턴
- 스티븐 레이
- 제프 힐러
- 파커 소여스

## 기타 제작진
- 공동 제작: 마크 오코너, 딜런 태러슨
- 배역: 스테퍼니 고린, 지나 제이
- 미술: 애나 라카드
- 세트: 존 넬리간